# Kulturbro-Aalborg
Kulturbro-Aalborg er en gang- og cykelsti hæftet på vestsiden af Jernbanebroen over Limfjorden mellem Aalborg og Nørresundby. Broen blev åbnet 4. marts 2017.
Projektet er designet af arkitektfirmaet C. F. Møller i samarbejde med COWI og Erasmus & Partnere efter en konkurrence i 2010.
Et næsten enigt byråd - kun Liberal Alliance var ikke med - vedtog i maj 2014 at gennemføre projektet. Færdiggørelsen er blevet forsinket, bl.a. på grund af reparationer af broåbningen efter en påsejling.
Initiativet til broen kom fra den nystiftede forening Kulturbro-Aalborg i 2005.
Broen er skabt i et samarbejde mellem Foreningen Kulturbro-Aalborg, Banedanmark og Aalborg kommune.
De oprindelige anlægsudgifter blev i 2006 anslået til 6 mio kr. Slutprisen blev 25 mio, som betaltes af Staten og Aalborg kommune; desuden har Foreningen bag skaffet ca. 3.500.000 kr. fra fonde, firmaer og private.. Banestyrelsen varetager den løbende drift og vedligeholdelse, som kommunen dækker med 400.000 kr. om året. Broens levetid er anslået til 50 år.
Den folkelige opbakning fra borgere i Aalborg og Nørresundby er meget stor. Bl.a. har et stort antal "brobisser" af egen lomme indbetalt beløb imellem 50 og 10.000 kr for at broen kunne lykkes.[kilde mangler]

## Finansiering

### Sponsorer
Bidrag over 100.000 DKK
| Bidragyder                         | Beløb i DKK |
| ---------------------------------- | ----------- |
| DESMI A/S                          | 250.000     |
| Toft-Nielsen A/S                   | 150.000     |
| Kærsgaard & Andersen A/S           | 150.000     |
| Det Obelske Familiefond            | 750.000     |
| Fonden RealDania                   | 615.000     |
| Spar Nord Fonden                   | 125.000     |
| Nordjyllands Amt, Den grønne pulje | 100.000     |
| Vækstforum Region Nordjylland      | 1.600.400   |